# Liste des préfets du comté de Gloucester
Voici la liste des préfets du comté de Gloucester, dans la province canadienne du Nouveau-Brunswick. Le comté de Gloucester fut constitué en municipalité en 1876, statut qu'il garda jusqu'en 1967. Son chef-lieu est Bathurst.
| Période | Période | Identité                | Étiquette | Qualité                     |
| ------- | ------- | ----------------------- | --------- | --------------------------- |
| 1876    | 1877    | John B. Baldwin         |           |                             |
| 1878    | 1878    | Patrick George Ryan     |           | Originaire de Caraquet      |
| 1879    | 1879    | John Young              |           | Originaire de Tracadie      |
| 1880    | 1882    | William Walsh           |           | Originaire de Pokemouche    |
| 1883    | 1884    | Samuel Melanson         |           | Originaire de Bathurst      |
| 1885    | 1885    | Joseph Poirier          |           | Originaire de Grande-Anse   |
| 1886    | 1886    | Thomas Ahier            |           |                             |
| 1887    | 1887    | John Young              |           | Originaire de Tracadie      |
| 1888    | 1888    | Thomas Ahier            |           |                             |
| 1889    | 1889    | John E. O'Brien         |           | Originaire de Bathurst      |
| 1890    | 1890    | Joseph W. Dumas         |           | Originaire de Grande-Anse   |
| 1891    | 1891    | John E. O'Brien         |           | Originaire de Bathurst      |
| 1892    | 1893    | Prosper Paulin          |           | Originaire de Caraquet      |
| 1894    | 1895    | Michael Power           |           |                             |
| 1896    | 1897    | Charles F. Brison       |           | Originaire de Saint-Isidore |
| 1898    | 1899    | A. Norman DesBrisay     |           |                             |
| 1900    | 1901    | Charles F. Brison       |           | Originaire de Saint-Isidore |
| 1902    | 1903    | Joseph Ubalde Landry    |           | Originaire de Grande-Anse   |
| 1904    | 1905    | James J. Melanson       |           | Originaire de Bathurst      |
| 1906    | 1907    | T.J.B. Leger            |           |                             |
| 1908    | 1909    | Henri Scott             |           | Originaire de New Bandon    |
| 1910    | 1911    | Frédéric Léger          |           | Originaire de Bertrand      |
| 1912    | 1913    | J. Raymond Young        |           | Originaire de Tracadie      |
| 1914    | 1915    | Frédéric Léger          |           |                             |
| 1916    | 1917    | John Miller             |           |                             |
| 1918    | 1919    | Frédéric Léger          |           |                             |
| 1920    | 1921    | E.H. Good               |           |                             |
| 1922    | 1923    | Adélard Savoie          |           | Originaire de Shippagan     |
| 1924    | 1925    | E.H.Good                |           |                             |
| 1926    | 1927    | Joseph S. Dumas         |           | Originaire de Grande-Anse   |
| 1928    | 1929    | John Miller             |           |                             |
| 1930    | 1932    | J. Venuce Robichaud     |           | Originaire de Sainte-Rose   |
| 1932    | 1935    | Joseph Talbot           |           | Originaire de Belledune     |
| 1935    | 1939    | Jean-Baptiste Blanchard |           |                             |
| 1940    | 1943    | Percy Branch            |           | Originaire de Bathurst      |
| 1944    | 1947    | Frédéric Landry         |           | Originaire de Bertrand      |
| 1948    | 1951    | Guy Riordon             |           | Originaire de Pokeshaw      |
| 1952    | 1955    | David D. Haché          |           | Originaire de Saint-Isidore |
| 1955    | 1960    | Guy Riordon             |           |                             |
| 1960    | 1964    | Michel Nowlan           |           | Originaire de Pokemouche    |
| 1960    | 1967    | J. Wilfred Bourgeois    |           | Originaire de Saint-Isidore |

## Source
La Revue d'histoire de la Société Historique Nicholas-Denys